# Fischtalpark
Il Fischtalpark è un parco cittadino di Berlino. Situato nel quartiere (Ortsteil) di Zehlendorf, che fa parte del distretto (Bezirk) di Steglitz-Zehlendorf.

## Storia
La piccola valle era un tempo circondata da un vasto bosco dove i contadini conducevano il bestiame a pascolare, da cui l'antica denominazione Viechtal. Successivamente fu chiamato Fischtal (valle dei pesci) o Fischtalgrund; tuttavia lo stagno che presente è poco profondo e fungeva solo da abbeveratoio per gli animali.
Il sottosuolo è inadatto allo sviluppo residenziale, quindi è rimasto intatto anche durante il boom edilizio della Gründerzeit; il sito era comunque già stato designato come spazio verde nel piano di sviluppo del 1910 dell'architetto Hermann Jansen.
Emil Schubert, il primo direttore dei parchi del quartiere Zehlendorf, sviluppò il parco nel 1912, attraverso la modellazione del suolo, la creazione di strade e la semina, basandosi sul paesaggio Brandeburgo come modello.
A causa della Prima Guerra Mondiale, tuttavia, i piani di Schubert furono rimandati fino al 1919, quando la piantumazione fu avviata come parte dei programmi di emergenza per dare lavoro ai disoccupati. Dal 1925 Max Dietrich, architetto paesaggista, ha assunto la direzione dei lavori, in gran parte attenendosi alla pianificazione del suo predecessore.

## Caratteristiche
Gli ampi prati circondati dai vari alberi tra cui la quercia rossa, l'abete Douglas ed un'alternanza di conifere e latifoglie sono caratteristici del parco. Alle due estremità del parco sono presenti dei parchi giochi. Al centro del parco c'è uno stagno con ninfee, il Fischtalteich.

## Curiosità
Dall'inizio degli anni '30 del 1900 si celebrava nel parco un famoso festival, durante il quale carrozze decorate trainate da cavalli  percorrevano le strade. L'ultimo festival è stato organizzato nel 2012 dall'Ufficio per l'infanzia e la gioventù di Steglitz-Zehlendorf.
In inverno, se cade la neve, il parco è una destinazione popolare, per la pista da slittino naturale che si forma all'estremità sud-ovest del parco, vicino allo stagno.

## Gallera d'immagini

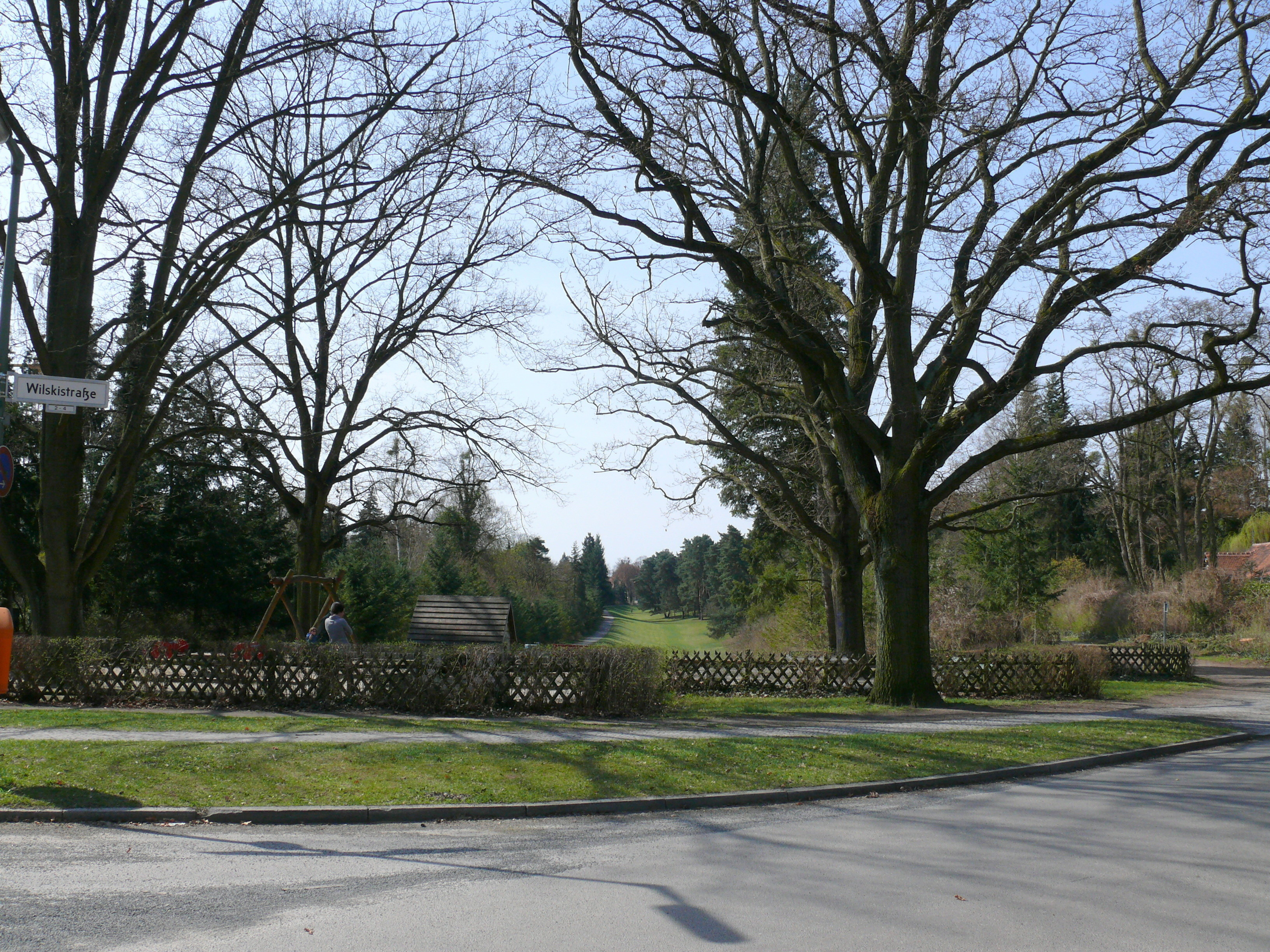
Spielplatz Fischtalpark, Parco giochi nell'estremità nord del parco.
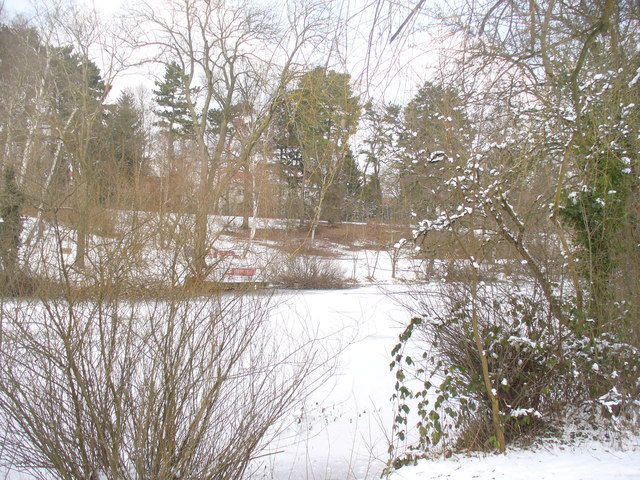
Fischtalpark innevato durante i mesi invernali.
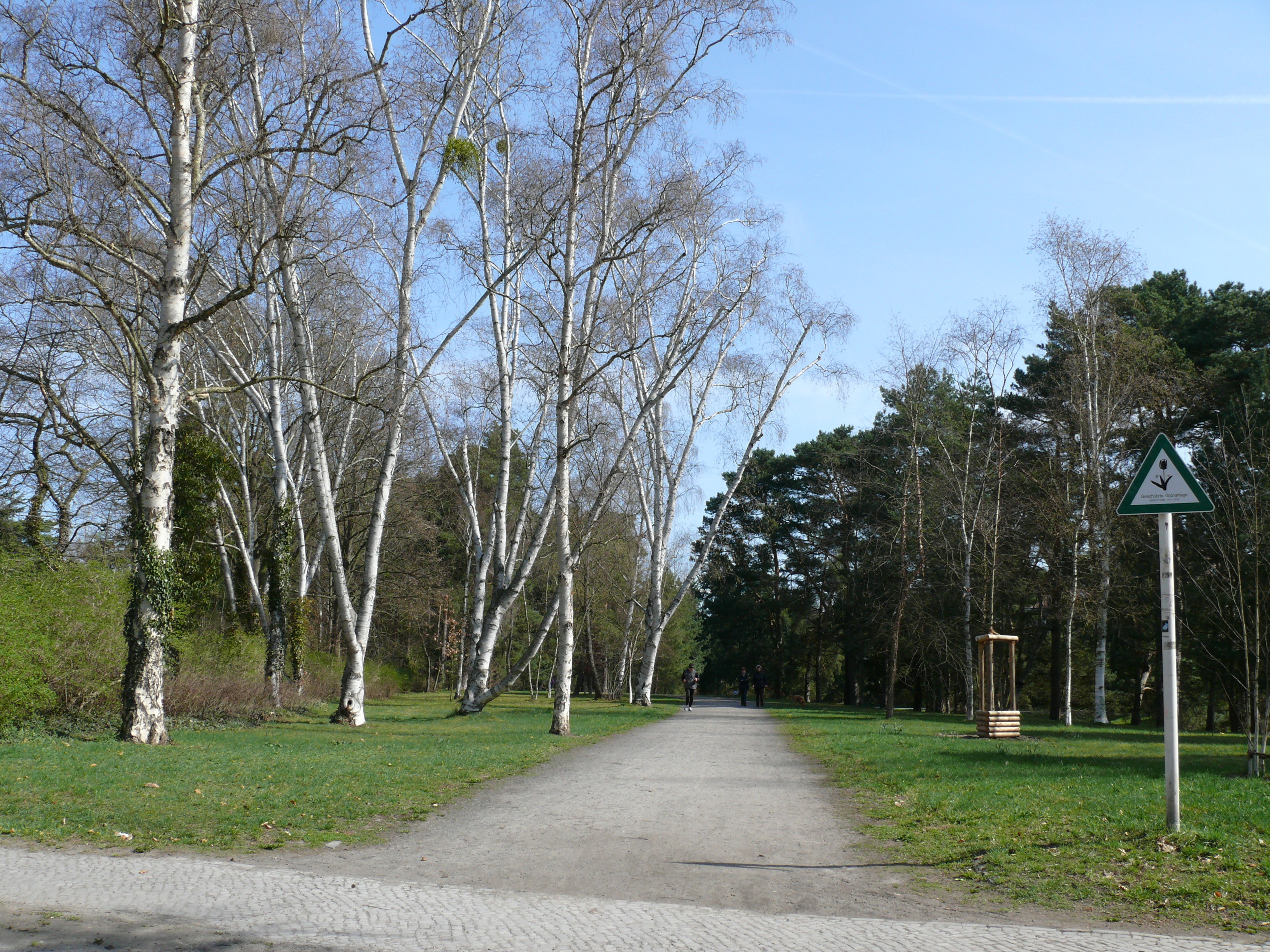
Scorcio di un sentiero del parco.